# Daniel Ryder
Pour les articles homonymes, voir Ryder.
Daniel Ryder (né le 12 janvier 1987 à Bonavista, dans la province de Terre-Neuve au Canada) est un joueur professionnel canadien de hockey sur glace.

## Carrière de joueur
Il a été repêché en 3e ronde, 74e au total par les Flames de Calgary au repêchage d'entrée de 2005. Il évolue dans la Ligue américaine de hockey avec les Bruins de Providence au poste de centre. Après une courte carrière professionnelle, il fut accusé de vol à main armée en février 2010.

## Statistiques
| Saison    | Équipe                 | Ligue |    | Saison régulière | Saison régulière | Saison régulière | Saison régulière | Saison régulière |    | Séries éliminatoires | Séries éliminatoires | Séries éliminatoires | Séries éliminatoires | Séries éliminatoires |
| Saison    | Équipe                 | Ligue | PJ | B                | A                | Pts              | Pun              | PJ               | B  | A                    | Pts                  | Pun                  |                      |                      |
| 2003-2004 | Petes de Peterborough  | LHO   | 63 | 20               | 32               | 52               | 16               |                  |    |                      |                      |                      |                      |                      |
| 2004-2005 | Petes de Peterborough  | LHO   | 68 | 23               | 53               | 82               | 55               | 14               | 3  | 9                    | 12                   | 10                   |                      |                      |
| 2005-2006 | Petes de Peterborough  | LHO   | 65 | 38               | 44               | 82               | 57               | 19               | 15 | 16                   | 31                   | 22                   |                      |                      |
| 2006-2007 | Petes de Peterborough  | LHO   | 29 | 24               | 35               | 59               | 21               |                  |    |                      |                      |                      |                      |                      |
| 2006-2007 | Whalers de Plymouth    | LHO   | 28 | 16               | 17               | 33               | 4                | 20               | 8  | 9                    | 17                   | 10                   |                      |                      |
| 2007-2008 | Flames de Quad City    | LAH   | 6  | 1                | 4                | 5                | 2                |                  |    |                      |                      |                      |                      |                      |
| 2008-2009 | Flames de Quad City    | LAH   | 19 | 3                | 6                | 9                | 14               |                  |    |                      |                      |                      |                      |                      |
| 2008-2009 | Bruins de Providence   | LAH   | 20 | 1                | 5                | 6                | 4                | 8                | 0  | 1                    | 1                    | 0                    |                      |                      |
| 2008-2009 | Wranglers de Las Vegas | ECHL  | 4  | 0                | 0                | 0                | 15               |                  |    |                      |                      |                      |                      |                      |